# Chainaz-les-Frasses
 Chainaz-les-Frasses  (en francoprovenzal Chènâ-les-Frasses) es una población y comuna francesa, en la región de Ródano-Alpes, departamento de Alta Saboya, en el distrito de Annecy y cantón de Alby-sur-Chéran.

## Demografía
| 232 | 234 | 211 | 260 | 395 | 518 |
| Para los censos de 1962 a 1999 la población legal corresponde a la población sin duplicidades (Fuente: INSEE [Consultar]) |     |     |     |     |     |